# Bitka za Černobil
Bitka za Černobil je bilo vojaško soočenje v černobilskem izključitvenem območju med ruskimi oboroženimi silami in ukrajinskimi oboroženimi silami, ki se je začelo 24. februarja 2022, na prvi dan ruske invazije na Ukrajino. Ruske sile, ki so vdrle iz Belorusije, so do konca tega dne zavzele območje jedrske elektrarne Černobil. Do 7. marca je bilo v elektrarni od njenega zavzetja ujetih približno 300 ljudi (100 delavcev in 200 ukrajinskih stražarjev). 31. marca je bilo sporočeno, da se je večina ruskih vojakov, ki so zasedali to območje, umaknila v okviru prerazporeditve ruskih sil na tem območju med kijevsko ofenzivo.

## Ozadje
Med černobilsko katastrofo leta 1986 so bile iz jedrske elektrarne Černobil v okolico izpuščene velike količine radioaktivnega materiala. Območje okrog eksplodiranega reaktorja, s polmerom 30 km, so sovjetske oblasti evakuirale in zapečatile.:27 To območje je bilo uradno opredeljeno kot černobilsko izključitveno območje; njegove meje so se sčasoma spremenile. Po razpadu Sovjetske zveze je to območje postalo del nove neodvisne Ukrajine:p.4–5:p.49f.3 in prišlo pod upravo Državne službe za izredne razmere Ukrajine.
Černobil je 130 km severno od Kijeva, regionalna cesta PO2, ki povezuje Černobil in Kijev, pa je v razmeroma dobrem stanju, kar ustvarja neposreden strateški koridor do Kijeva, ki bi ga ruske sile lahko izkoristile za zavzetje prestolnice. Izključitveno območje se nahaja tik ob meji z Belorusijo, rusko zaveznico, ki je na svojem ozemlju dovolila rusko vojaško krepitev. Satelitski posnetki so 16. februarja 2022 pokazali, da ruske enote gradijo pontonske mostove čez reke na beloruski strani izključitvenega območja, poleški državni radioekološki rezervat.

## Napad in zavzetje
24. februarja 2022 ob 7. uri zjutraj je bila odpovedana načrtovana menjava delavcev v elektrarni, saj so bili delavci obveščeni, da je Rusija začela popolno invazijo na Ukrajino in da mora biti elektrarna v stanju visoke pripravljenosti. Zjutraj je bilo na izključitvenem območju približno 300 ljudi, med njimi jedrsko osebje, zdravstveno osebje, gasilci, 169 vojakov ukrajinske nacionalne garde in štirje turisti.
Nekaj ur pozneje so ruske sile, ki so bile nameščene v Belorusiji, vdrle na območje izključitve skozi vas Vilča. Do 14. ure so prispeli do glavnega upravnega urada elektrarne. V naslednjih urah so se poveljniki nacionalne garde in uprava štaba pogajali z ruskimi silami o predaji, ukrajinska vlada pa je javno objavila, da so ruske sile napadle černobilsko izključitveno območje.
Do konca dneva je ukrajinska vlada še sporočila, da so ruske sile zavzele Černobil in Pripjat. Po ruskem zavzetju območja izključitve je ameriška vlada objavila »verodostojna poročila, da ruski vojaki trenutno držijo osebje černobilskih objektov za talce.« 
Mednarodna agencija za atomsko energijo je izjavila, da »na industrijski lokaciji ni bilo žrtev ali uničenja.« Rusija je pozneje sporočila, da si skupaj z Ukrajinci prizadeva zavarovati območje.

## Ruska okupacija
Osebje, ki je delalo ob zavzetju elektrarne, je med rusko okupacijo ni moglo zapustiti in je še naprej skrbelo za delovanje elektrarne. Osebje je zavrnilo več prošenj ruskih sil, da bi dalo intervju za televizijski kanal Zvezda, ki je v lasti ruskega ministrstva za obrambo. Ruske sile so na postaji postavile več varnostnih kontrolnih točk, osebje pa so skrbno nadzorovale.
9. marca 2022 je ukrajinski minister za zunanje zadeve Dmitro Kuleba dejal, da je bilo napajanje jedrske elektrarne v Černobilu poškodovano, izgubila je električno energijo, rezervni sistemi dizelskih generatorjev pa so imeli dovolj goriva le za 48 ur hlajenja, zato je obstajala nevarnost uhajanja sevanja. Tveganje je bilo negotovo, vendar so ruske vojaške operacije že povzročile jedrsko tveganje, ko so povzročile požar pri prevzemu jedrske elektrarne Zaporožje. Tiskovna predstavnica ruskega ministrstva za zunanje zadeve Marija Zaharova je zatrdila, da ruska nacionalna garda izvaja »skupno operacijo« z lokalnimi delavci in predanimi ukrajinskimi vojaki, da bi ohranila omejitev jedrske elektrarne v Černobilu.
MAAE je izdala izjavo, v kateri je izrazila zaskrbljenost zaradi razmer, vendar je menila, da odklop ni pomenil neposrednega kritičnega tveganja za delovanje, saj so velike količine vode omogočale zadostno hlajenje brez električne energije. Kljub temu je agencija priznala, da bi pomanjkanje električne energije lahko poslabšalo sevalno varnost, zlasti zaradi povečane delovne obremenitve in stresa 210 zaposlenih, ki na lokaciji delajo brez menjave izmen. MAAE je izrazila tudi zaskrbljenost zaradi prekinitve komunikacij in sposobnosti osebja, da sprejema odločitve brez nepotrebnega pritiska. 10. marca 2022 je bilo sporočeno, da so bili vsi stiki z elektrarno izgubljeni.
18. marca so ruske sile napadle Slavutič, mesto, ki je bilo zgrajeno za nastanitev delavcev jedrske elektrarne v Černobilu po nesreči. Bitka je trajala devet dni in se je končala z rusko zmago. Ruske sile so 20. marca nekaterim zaposlenim v elektrarni dovolile, da odidejo in se vrnejo domov, pri čemer so jih zamenjali prostovoljci, ki so bili ob zavzetju elektrarne zunaj nje.

### Potencialna izpostavljenost sevanju
Reuters je poročal, da so ruske sile uporabljale Rdeči gozd kot pot za svoje konvoje, ki so dvigali oblake radioaktivnega prahu. Lokalni delavci so povedali, da ruski vojaki, ki so se gibali v teh konvojih, niso uporabljali zaščitnih oblek in bi lahko ogrozili tudi sebe. 31. marca 2022 je ukrajinski član sveta državne agencije Ukrajine za upravljanje izključitvenega območja na svoji strani na Facebooku zatrdil, da so ruske vojake redno odstranjevali z izključitvenega območja okoli Černobila in jih odpeljali v Republiški znanstveni in praktični center za radiološko medicino in humano ekologijo v Gomelu v Belorusiji. Te govorice so v tisku sprožile nadaljnje špekulacije, da so vojaki zboleli za akutnim radiacijskim sindromom. En ruski vojak naj bi umrl zaradi sevanja. 6. aprila so na spletu in v novicah zaokrožile slike in videoposnetki jarkov, lisičjih rovov in drugih obrambnih struktur v Rdečem gozdu.
Lokalni delavci in znanstveniki so povedali, da so ruske enote iz laboratorijev izropale radioaktivni material.

## Ruski umik
29. marca je namestnik ruskega obrambnega ministra Aleksander Fomin napovedal umik ruskih sil z območja Kijeva, 1. aprila pa je državna agencija za upravljanje izključitvenega območja sporočila, da se je ruska vojska popolnoma umaknila iz jedrske elektrarne v Černobilu.
Po ruskem umiku je osebje elektrarne nad elektrarno ponovno izobesilo ukrajinsko zastavo. Generalni direktor MAAE Rafael Grossi je napovedal, da bo MAAE »čim prej« na območje poslala podporno misijo. 3. aprila so ukrajinske sile ponovno vstopile na izključitveno območje.
Po vrnitvi ukrajinskega nadzora je bila ugotovljena velika škoda na delih pisarn elektrarne, vključno z grafiti in razbitimi okni. Washington Post je dodatno ocenil, da je bila uničena oprema, vredna približno 135 milijonov ameriških dolarjev, in sicer računalniki, vozila in dozimetri sevanja.

## Odzivi
Ukrajinski predsednik Volodimir Zelenski je rusko zavzetje območja označil za »napoved vojne celi Evropi«.
Mihajlo Podoljak, svetovalec vodje urada predsednika Ukrajine, je dejal, da je šlo za »popolnoma nesmiseln napad« in komentiral, da je »stanje nekdanje černobilske jedrske elektrarne, proces konfiniranja in skladišč jedrskih odpadkov neznano«. Mednarodna agencija za atomsko energijo je izjavila, da »na industrijski lokaciji ni bilo žrtev ali uničenja« in da je »bistvenega pomena, da varno delovanje jedrskih objektov na tem območju ne sme biti prizadeto ali moteno na noben način.«

## Analiza
V celotni sliki kijevske ofenzive bi lahko zajetje Černobila obravnavali kot vmesno točko za ruske enote, ki so napredovale proti Kijevu. Ben Hodges, nekdanji poveljnik ameriške vojske v Evropi, je izjavil, da je območje izključitve »pomembno zaradi tega, kje se nahaja... Če so ruske sile napadale Kijev s severa, je Černobil na poti.« Nekdanja ameriška namestnica pomočnika ministra za obrambo za Rusijo, Ukrajino in Evrazijo, Evelyn Farkas, je dejala, da ruske sile »želijo obkrožiti prestolnico« in da v primeru ukrajinskega upora »vsekakor ne želijo, da bi ohlapni jedrski material plaval naokoli«.
Območje izključitve je pomembno za zajezitev posledic jedrske nesreče v Černobilu leta 1986; kot tako je ukrajinski svetovalec za notranje zadeve Anton Heraščenko dejal, da »če bodo okupatorjevi artilerijski napadi prizadeli skladišče jedrskih odpadkov lahko radioaktivni prah prekrije ozemlja Ukrajine, Belorusije in držav EU«. Po poročanju BBC so nadzorne postaje na tem območju poročale o 20-kratnem povečanju ravni sevanja, in sicer do 65 µSv/h. Za primerjavo: povprečen človek je izpostavljen sevanju ozadja v višini 0,41 μSv/h. Claire Corkhill z Univerze v Sheffieldu je izjavila, da je povečanje lokalno in da je deloma posledica »povečanega gibanja ljudi in vozil na območju Černobila in v njegovi okolici, ki je dvignilo radioaktivni prah, ki je na tleh.«